# 少女兵器
《少女兵器》（Weapon Girl）是赤霄網路科技於2016年1月12日推出的Android平台射击游戏。遊戲主打日系風格與槍戰元素，遊戲里面玩家要扮演一名探員，对付生化殭屍。